# Chesterfield County, South Carolina
Chesterfield County är ett administrativt område i delstaten South Carolina, USA. År 2010 hade countyt  46 734 invånare. Den administrativa huvudorten (county seat) är Chesterfield.  

## Geografi
Enligt United States Census Bureau har countyt en total area på 2 088 km². 2 070 km² av den arean är land och 18 km² är vatten. 

### Angränsande countyn
- Anson County, North Carolina - nord
- Richmond County, North Carolina - nordöst
- Marlboro County, South Carolina - öst
- Darlington County, South Carolina - sydöst
- Kershaw County, South Carolina - sydväst
- Lancaster County, South Carolina - väst
- Union County, North Carolina - nordväst